# Ctésiphon
Pour les articles homonymes, voir Ctésiphon (homonymie).
Ctésiphon est une ancienne ville parthe, située face à Séleucie du Tigre, sur la rive gauche du Tigre, à 30 km au sud-est de la ville actuelle de Bagdad, en Irak.
La ville s'étendait sur 30 km2. Son seul vestige resté visible est la grande arche Taq-e Kisra (en persan : tāq-i kisrā, طاق کسری, « l'iwan de Khosro Ier ») au sud-est de la ville actuelle de Salman Pak (en).

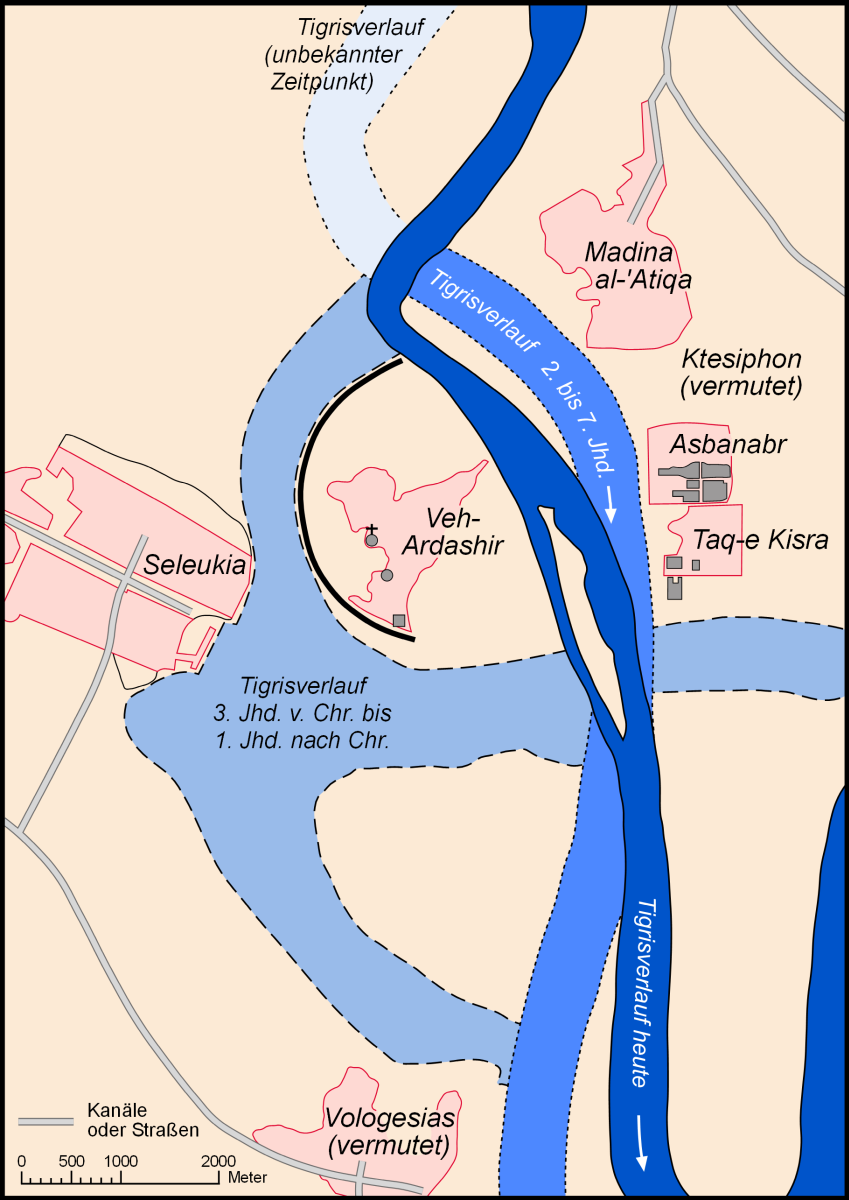
Site de Séleucie-Ctésiphon, sur les rives du Tigre, au sud de Bagdad.

## Histoire
Elle est fondée par les Parthes dont les rois en font leur résidence d'hiver : 

« Tout près de Séleucie est un gros bourg, appelé Ctésiphon, dont les rois parthes, par égard pour les Séleuciens, avaient fait leur résidence d'hiver : ils avaient voulu épargner à Séleucie l'ennui de loger à perpétuité ces bandes de Scythes et toute cette soldatesque qu'ils traînaient à leur suite. Mais le développement de l'empire parthe a profité à Ctésiphon, qui, de la condition de simple bourg, s'est élevée aujourd'hui au rang de ville, tant par l'extension de son enceinte dans laquelle toute cette multitude tient à l'aise, que par le nombre des constructions dont ses nouveaux hôtes l'ont ornée, et par l'importance croissante de ses approvisionnements et des diverses industries afférentes aux besoins d'une semblable colonie. L'air est si pur à Ctésiphon que les rois parthes ont conservé l'habitude d'y passer tous leurs hivers ; mais l'été, c'est à Ecbatane ou bien en Hyrcanie qu'ils transportent leur résidence, à cause du prestige qui demeure attaché à ces noms illustres. »

Elle fut la capitale de la Perse sous les Sassanides. Elle est conquise par Trajan au printemps 116 pour quelques mois. Elle est mise à sac par l'empereur romain Carus en 283. À partir de 317, avec Papa bar Aggai, la ville devient le siège du catholicos de l'Église de l'Orient. Julien y remporta une bataille décisive en 363, mais il fut tué peu après d'un tir de lance au torse. En 637, Ctésiphon tomba aux mains des musulmans durant la conquête musulmane de la Perse sous le commandement de Sa`d ibn Abi Waqqas, à l'époque du calife Omar ibn al-Khattâb.
Selon certains historiens et écrivains, l'incendie commis par les troupes musulmanes des immenses bibliothèques parthes en araméen, contenant tout le savoir de l'Empire sassanide dura plus de six semaines, d'un feu continu, nuit et jour,.
Elle prend alors le nom d'Al-Madâ'in.
La ville connut ensuite un rapide déclin à la chute des Omeyyades et devint une ville fantôme. On pense qu'elle servit de référence pour la ville d'Isbanir (fa) dans les contes des Mille et Une Nuits.
En 762, les matériaux de Ctésiphon sont utilisés pour la construction de Bagdad.
Ctésiphon est le cadre d'âpres combats à partir de l'automne 1915, lorsque les britanniques marchent sur Bagdad. Les 14 000 hommes du corps anglo-indien du général Charles Townshend se heurtent sur la rive occidentale du Tigre aux troupes turques du général Noureddine Pacha, numériquement supérieures (18 000 hommes). L'offensive est lancée le 22 novembre 1915. Au cours de l'engagement, les Britanniques perdent 4 500 hommes (les Turcs plus de 9 000) et battent rapidement en retraite, avant de se replier sur Al-Kût.

## Architecture
La voûte en briques de 30 mètres de haut (iwan), en forme de « chaînette renversée » est le vestige du palais du roi perse Chapour Ier, vainqueur de l'empereur romain Valérien en 260.
L'aile droite s'est écroulée lors d'une inondation, en 1888 ; sa reconstruction, entreprise par Saddam Hussein, a été interrompue en 1991. Un contrefort a été ajouté sur l'aile gauche.

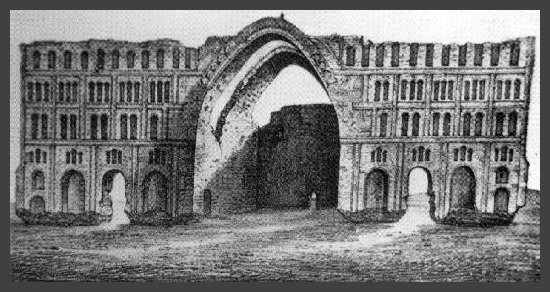
Ctésiphon (Taq-e Kisra), dessin du capitaine Hart, 1824.
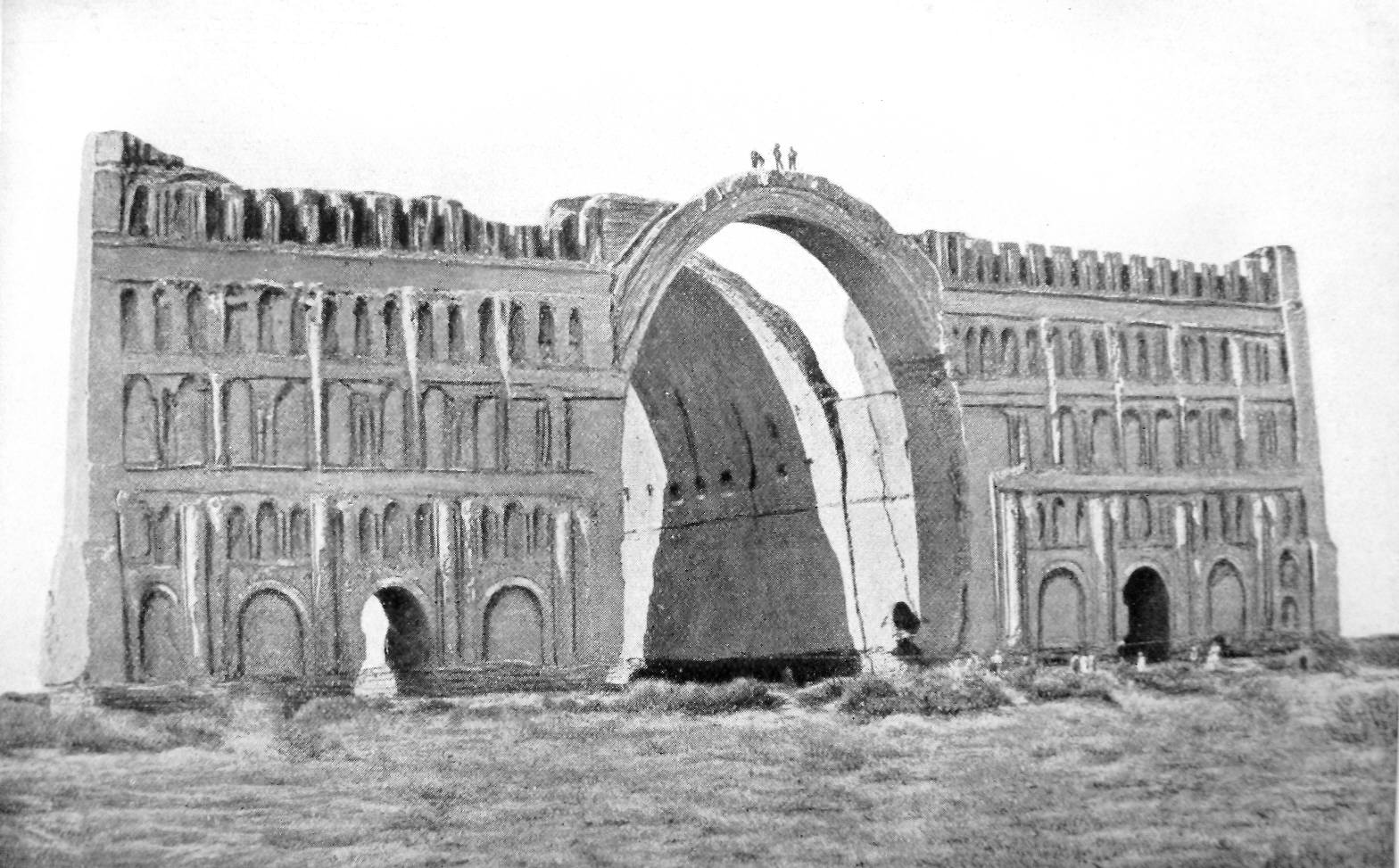
Le palais de Ctésiphon, en 1864.
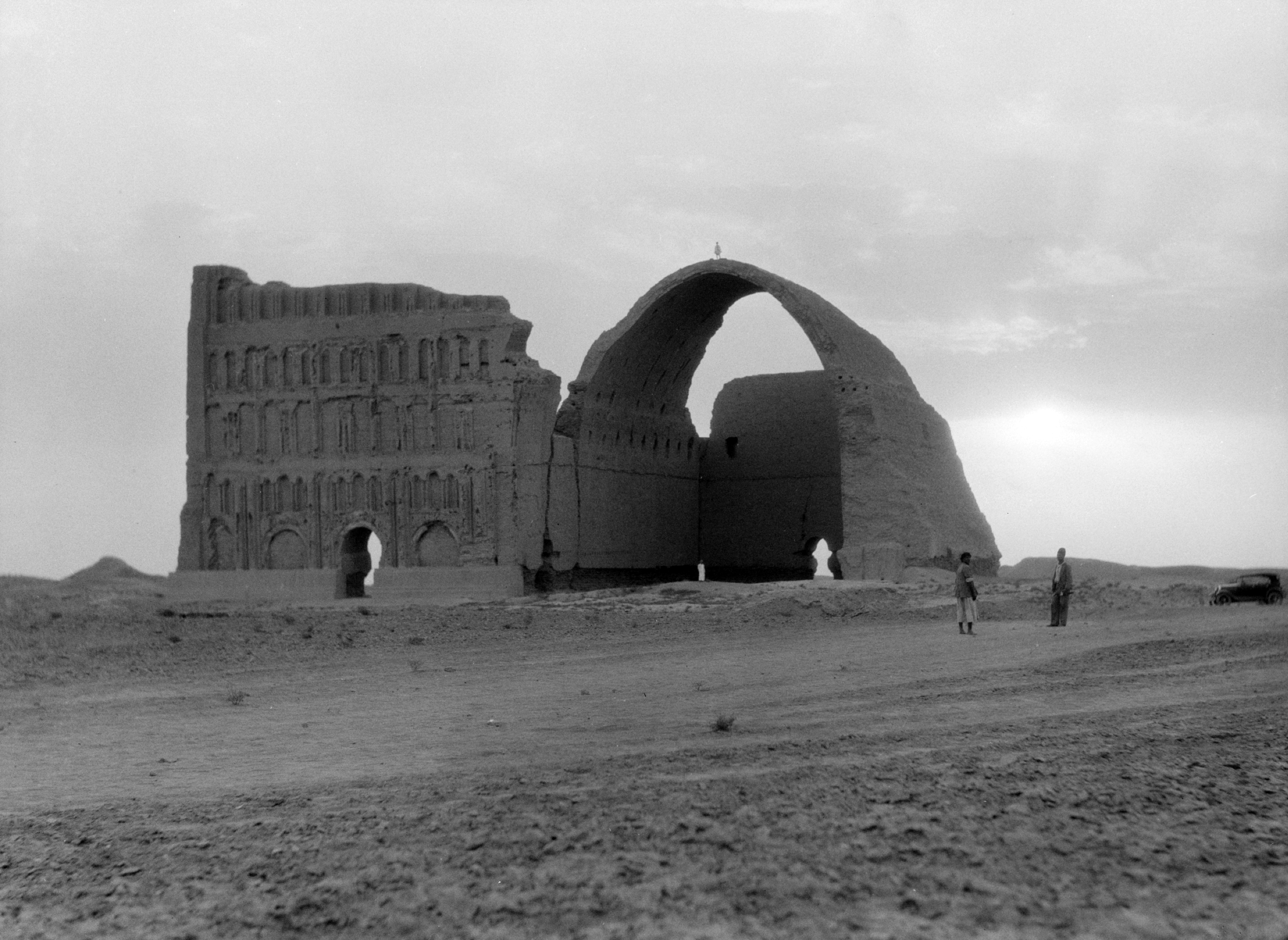
Le palais de Ctésiphon, en 1932.
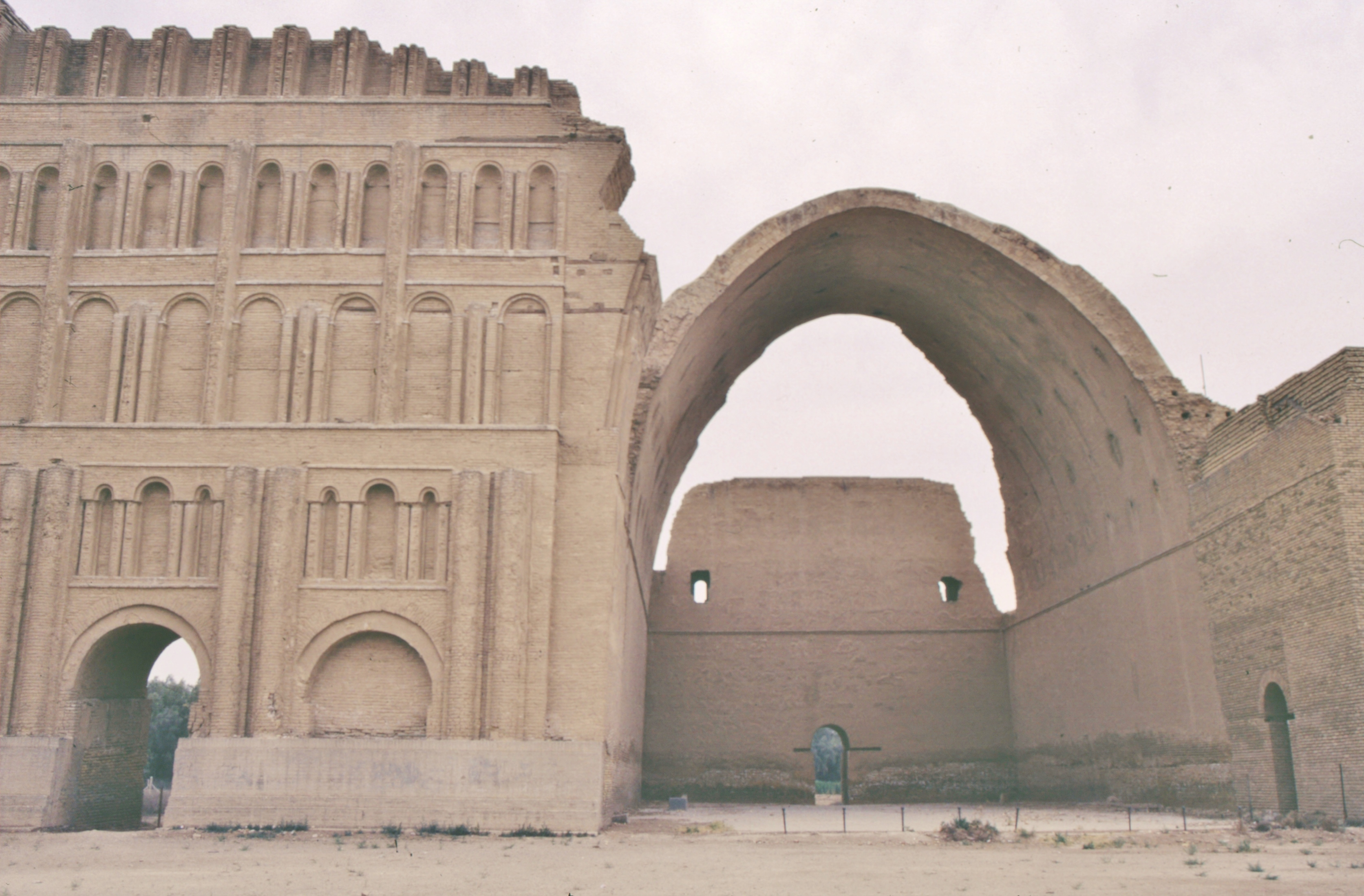
Le palais de Ctésiphon, en 2014.